# Josef Weiss
Josef Weiss (fl. XX secolo) è stato un calciatore austriaco, di ruolo centrocampista.

## Carriera

### Club
Ha sempre giocato nel campionato austriaco.

### Nazionale
Ha collezionato 2 presenze con la Nazionale austriaca.